# René de Villequier

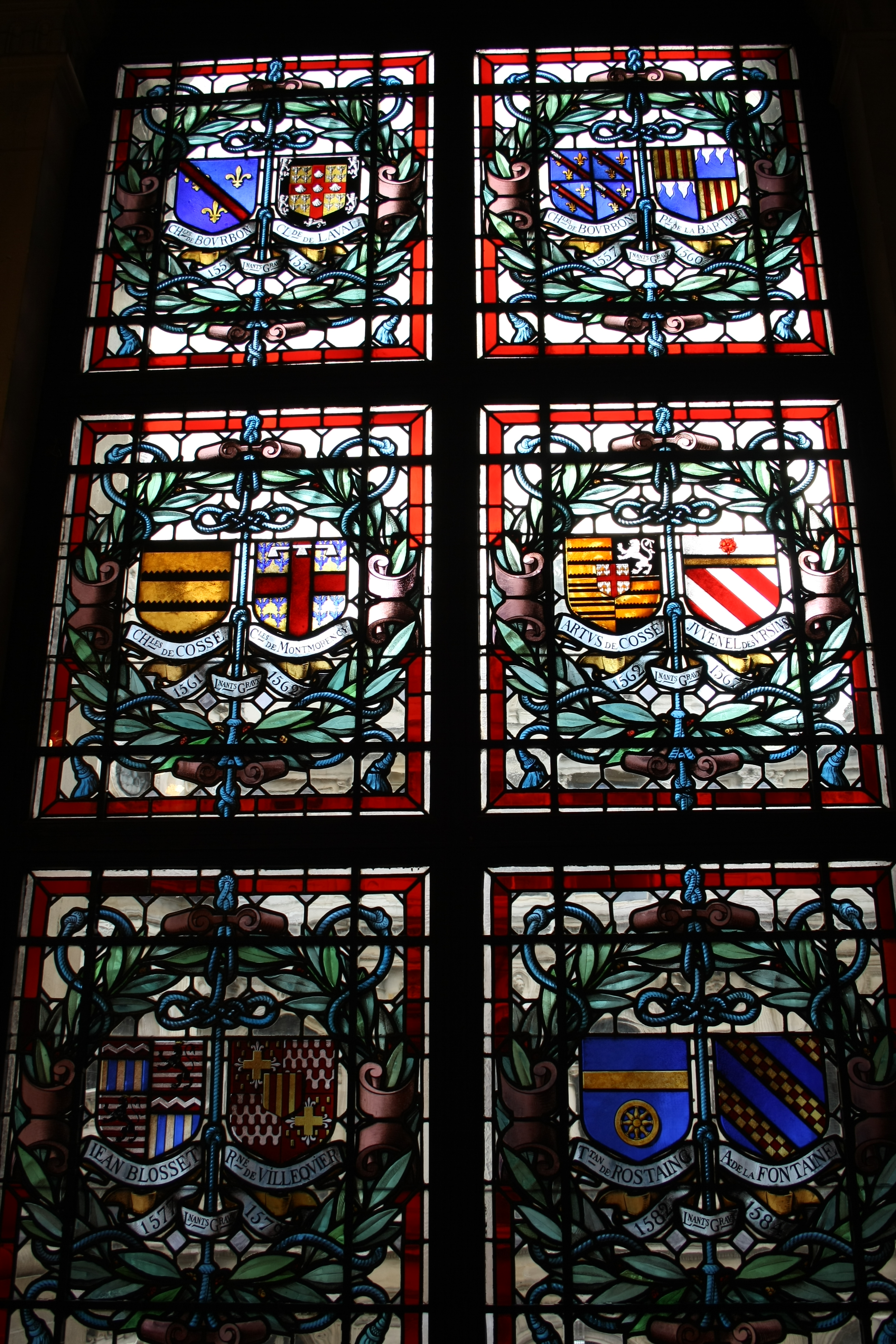
Armoiries de René de Villequier

René de Villequier (1535-1590) fut premier gentilhomme de la Chambre du roi de France Henri III (16 août 1574-1589), gouverneur de Paris et de l'Isle de France, baron de Clervaux (ou Clairvaux) et chevalier des ordres du roi.

## Biographie
Son ascension à la Cour se fait sous le patronage de Jacques d'Albon de Saint-André, maréchal de France et premier gentilhomme de la Chambre de Henri II.
En 1574, trésorier et chambellan lors du règne d'Henri III sur la Pologne, il aide le roi à s'enfuir du Palais royal de Cracovie après la mort de son frère Charles IX. René de Villequier est parmi les premiers titulaires de l'Ordre du Saint-Esprit, ordre créé par le roi.
Il épouse Françoise de La Marck, fille illégitime de Guillaume de La Marck, et la tue dans un excès de jalousie, dans la maison royale, à Poitiers, en 1577. Favori d'Henri III, il aurait, selon certains, ainsi agi sur l'ordre du roi. Il ne fut pas inquiété pour cet assassinat.
Leur fille, Charlotte-Catherine de Villequier, descendante donc de la vieille famille des sires de Villequier (et d'Antoinette de Maignelais), se marie en secondes noces à Jacques d'Aumont, baron de Chappes. Un de leurs fils, Antoine d'Aumont, marquis de Villequiers, né en 1601 fut élevé auprès de Louis XIII comme enfant d'honneur. Il entama très jeune une carrière militaire et fut capitaine des gardes du Roi en 1632. Il parvint en 1651 à la dignité de maréchal de France.
En 1580, René de Villequier acquiert les deux domaines de Clairvaux (Scorbé-Clairvaux), et fait ériger la seigneurie en comté. Il agrandit et embellit le château de Clairvaux. Il reçoit fréquemment Henri III.
René de Villequier se remarie avec Louise de Savonnières, qui avait été placée dès ses jeunes années avec la reine-mère Catherine de Médicis. Le contrat de mariage fut passé au château de Saint-Maur des Fossés le 8 juillet 1586 et la bénédiction nuptiale eut lieu peu de temps après, dans la chapelle du château de Monts.
René de Villequier mourut en sa maison d'Ivry, près de Paris, en 1590. Ancien seigneur d'Evry, son cœur y est inhumé.
René et Louise n'eurent qu'un fils, Claude, vicomte de La Guerche, mort en 1607, comme en témoigne l'épitaphe en sa mémoire dans l'église de Gizeux (Indre-et-Loire).